# Javier Hernández Balcázar
Javier Hernández Balcázar (Spansk udtale: xaˈβjer erˈnandes; født 1. juni 1988 i Guadalajara, Mexico) er en mexicansk fodboldspiller, der spiller som angriber for den amerikanske MLS-klub LA Galaxy. Samtidig spiller han også for det mexicanske fodboldlandshold. Hernández spiller med sit kælenavn, Chicharito (spansk: lille ært), på sin trøje. Han har tidligere spillet for den mexicanske klub Guadalajara, inden han blev den første mexicaner, der tilsluttede sig Manchester United.
Han fik sin debut for Mexicos landshold i september 2009 i en kamp mod Colombia. Siden repræsenterede han Mexico ved VM 2010 og CONCACAF Gold Cup 2011. Han blev topscorer med syv mål i Gold Cup-turneringen, og han blev kåret som turneringens bedste spiller. Hernandez har spillet 109 landskampe og scoret 52 mål; han er dermed alle tiders mest scorende spiller på det mexicanske landshold.

## Det tidlige liv
Hernández blev født i Guadalajara, Jalisco, og han spillede først fritidsfodbold i en alder af syv år. Hans far, Javier Hernández Gutiérrez, en tidligere mexicansk landsholdsangriber, sagde at han troede, at hans søn aldrig ville blive professionel. Hernández kom til C.D. Guadalajara med kaldenavnet Chivas i en alder af ni år, og han skrev under på sin første professionelle kontrakt, da han blev 15 år. Han var udtaget til U/17-VM 2005, men en skade holdt ham ude af truppen, og var dermed ikke med til at vinde turneringen.

## Klubkarriere

### C.D. Guadalajara
Hernández begyndte at spille for Chivas’ lavere divisionshold, Chivas Coras, i Tepic, Nayarit i sæson 2005-06. Han fik sin debut for Chivas i 2006 i en sejr over Necaxa på Estadio Jalisco. Hernández kom på banen i stedet for Omar Bravo i det 82. minut ved stillingen 3-0, og blot fem minutter efter scorede han selv det fjerde mål i kampen. Dette var hans eneste mål i otte kampe i 2006-07. Han var på banen i yderligere seks kampe i 2007-08 uden at score.
Hernández spillede ti kampe mere i Apertura 2008 uden at score, men han scorede fire mål i femten kampe i Clausura 2009. I Apertura 2009 sluttede Hernández med at dele topscorertitlen med to andre, da han fik scoret elleve mål i sytten kampe. Han startede Torneo Bicentenario 2010 med at score otte mål i fem kampe. Han sluttede af med at blive delt topscorer i Torneo Bicentenario 2010, da han scorede ti mål i elleve kampe.

### Manchester United

#### Handel
Manchester United fik først øjnene op for Hernández i oktober 2009, og en talentspejder tog til Mexico måneden efter. På grund af Hernandez’ alder, planlagde Manchester United oprindeligt at vente med at få ham til klubben, men hans potentielle engagement med landsholdet til VM 2010, gjorde at de alligevel skyndte sig at afgive et bud. Uniteds chefspejder, Jim Lawlor, blev sendt til Mexico i tre uger fra februar til marts for at se Hernández i aktion. Kort tid efter tog klubadvokaten til Mexico for at færdiggøre papirarbejdet.
Den 8. april 2010 kom Hernández til enighed med Manchester United om et skifte for et uofficielt beløb, og han ansøgte samtidig om arbejdstilladelse. Dagen før var Hernández blevet præsenteret for Manchester United til en Champions League-kvartfinalekamp mod Bayern München på Old Trafford. Aftalen blev holdt hemmeligt; Hernández’ agent, hans bedstefar Tomás Balcázar, blev ikke involveret. Han troede blot, at Hernández skulle på en tur til Atlanta i USA. Som en del af aftalen skulle United spille en venskabskamp mod Chivas den 30. juli, for at åbne mexicanernes nye stadion: Estadio Chivas. Den 27. maj blev arbejdstilladelsen i England givet, hvilket gjorde at handlen først blev officiel den 1. juli.

#### Sæson 2010-11
Hernández fik sin United-debut den 28. juli, hvor han kom på banen i det 63. minut i stedet for Nani i MLS All-Star Game 2010, og han scorede sit første mål for klubben blot 18 minutter senere, da han lobbede bolden over Nick Rimando lige uden for feltet efter en lang bold fra Darren Fletcher. To dage senere scorede Hernández mod Manchester United, da han spillede en venskabskamp for sin gamle klub Chivas. Han startede kampen i en Chivas-trøje, og han scorede efter blot otte minutter. I halvlegen skiftede han hold, men han var ikke i stand til at forhindre et 3-2-nederlag for Manchester United. Han scorede i sin tredje venskabskamp i træk i en 7-1-sejr over League of Ireland XI på det nybyggede Aviva Stadium den 4. august.
Hernández fik sin officielle debut den 8. august, og samtidig scorede han sit officielle mål, da han scorede Uniteds andet mål i deres 3-1-sejr over Chelsea i FA Community Shield 2010. Den 16. august fik Hernández sin Premier League-debut, da han blev skiftet ind i stedet for Wayne Rooney i det 63. minut i deres 3–0-hjemmesejr over Newcastle United. Han scorede sit første Champions League-mål den 29. september, da han kom ind fra bænken og scorede det eneste mål i udesejren over Valencia. Han scorede sit første ligamål for United i et 2-2-opgør mod West Bromwich Albion den 16. oktober. Otte dage senere scorede han for første gang to mål i samme kamp for klubben, i en 2-1-sejr over Stoke City.
Hernández blev den mest scorende mexicaner i Premier Leagues historie efter åbningsmålet i en 2-1-hjemmesejr mod Stoke City den 4. januar.
Den 8. april blev det offentliggjort at Hernández var en af de nominerede til PFA Young Player of the Year-prisen sammen med Nani. Han blev den første spiller siden Ruud van Nistelrooy i 2001–02 til at score 20 mål for klubben i sin debutsæson. Hernández kronede sin debutsæson i Manchester United ved at vinde Sir Matt Busby Player of the Year-prisen den 18. maj, som bliver uddelt af Uniteds fans.
Den 5. juli 2011 kårede IFFHS Hernández som "Verdens Målsluger 2011", da han med 13 mål, var den mest scorerende på landsholdsplan i 2011.

#### 2011–12 sæsonen
Efter at have deltaget i CONCACAF Gold Cup 2011 med Mexico, vendte Hernández tilbage til Manchester United, som trænede i New York inden deltagelsen i MLS All-Star 2011. Den 26. juli 2011 blev han kørt på hospitalet efter at have fået en bold i hovedet til træning. Dagen derpå blev han udskrevet igen, men deltog ikke i MLS-kampen. Den 28. juli 2011 rapporterede Chivas' læge, Rafael Ortega, at Hernández til tider lider af en form for nervesystemslidelser, og at han ofte fik akutte migræneanfald og hovedpine som teenager. Han deltog ikke i nogle andre af klubbens sommertour-kampe og endda heller ikke i FA Community Shield 2011, samt åbningskampen i ligaen mod West Bromwich Albion.
Hernández kom første gang på banen i 2011–12 sæsonen den 22. august i en 3–0-sejr mod Tottenham Hotspur, hvor han kom ind i stedet for Danny Welbeck i det 79. minut. Han vendte tilbage til startopstillingen den 10. september mod Bolton Wanderers, hvor han scorede to gange i en 5-0-sejr.
Hernández skrev under på en femårig kontraktforlængelse med Manchester United den 24. oktober, hvilket ville holde ham i klubben indtil 2016. I udekampen mod Aston Villa fik han en ankelskade, der holdt ham ude i fire uger.

#### 2012–13 sæsonen
Hernández startede sin tredje sæson i klubben den 2. september 2012, hvor han kom på banen i det 72. minut i stedet for Danny Welbeck i en 3–2-sejr mod Southampton. Den 15. september var han i startopstillingen i kampen mod Wigan Athletic, hvor han spillede alle 90 minutter. På trods af at et brændt straffespark, scorede Hernández sit første sæsonmål senere i kampen. Samtidig lagde han også op til holdkammeraten Nick Powells mål i 4–0-sejren. Han havde en scoringspause fra den 18. februar og indtil den 10. marts 2013, hvor han scorede i en FA Cup-kamp som endte 2–2. Hernandez scorede det første mål i manager Sir Alex Fergusons sidste kamp på Old Trafford mod Swansea City.

### Real Madrid CF
Den 1. september 2014 blev det offentliggjort, at Hernández ville skifte til La Liga-klubben Real Madrid på en 1-årig lejeaftale med en købsoption. Han fik 23 kampe for den spanske klub og scorede syv mål, men klubben valgte ikke at udnytte købsoptionen, så Hernández vendte derfor tilbage til Manchester.

### Bayer Leverkusen
Til sidst i transfervinduet, 31. august 2015, blev det offentliggjort, at Javier Hernández havde skrevet under på en treårig kontrakt med den tyske klub Bayer Leverkusen for et ukendt beløb, der dog blev rapporteret til at være på £7.3 millioner.
Han fik hurtigt succes i sin nye klub og scorede blandt andet fem mål i de seks gruppekampe i Champions League samme efterår. Han blev kåret som bedste spiller i Bundesligaen i både november og december 2015 samt januar 2016.
I alt scorede han 28 mål i 54 ligakampe i de to sæsoner 2015-16 og 2016-17.

### West Ham
I sommeren 2017 vendte Hernández tilbage til engelsk fodbold, da West Ham United sikrede sig ham på en treårig kontrakt for £16 millioner. Trods et par skadespauser klarede han de to første sæsoner ganske godt med 15 mål i 25 kampe, men sidst i transfervinduet i sommeren 2019 valgte han igen at skifte til Spanien.

### Sevilla
Han skrev denne gang kontrakt med Sevilla FC og fik igen en treårig kontrakt. Tiden i Sevilla blev ikke nogen stor succes for Chicharito, idet han i efteråret 2019 blot spillede ni ligakampe og scorede et enkelt mål.

### LA Galaxy
I slutningen af januar 2020 han kontrakt med den amerikansk MLS-klub LA Galaxy for tre år og blev derved den bedst betalte spiller i MLS. Efter en første sæson uden større succes gik det bedre i 2021, hvor han i 21 kampe scorede 17 mål, mens han i 2022 pr. 14. september har spillet 27 kampe og scoret 14 mål.

## Landholdskarriere

### Mexico U/20
Hernández var en af Mexicos 21 udtagede spillere til VM i U/20-fodbold i Canada, hvor han bar nummer 11 på sin trøje.

### Mexicos landshold
Den 30. september 2009 fik Hernández sin debut for Mexico mod Colombia, hvor han lagde op til det mexicanske mål 2-1-nederlaget.

#### VM 2010
Den 11. juni fik han sin VM-debut i åbningskampen i 2010-turneringen mod Sydafrika i et 1-1-opgør, hvor han kom ind i det 73. minut i stedet for Guillermo Franco. Den 17. juni scorede Hernández sit første VM-mål, efter igen at være blevet skiftet ind. Han gik dermed i sin bedstefars, Tomás Balcázars, fodspor, som også scorede mod Frankrig under VM 1954, og han blev siden kåret som kampens spiller.
FIFA's statistiske analyser viste at Hernández var den hurtigste spiller til VM 2010, da han nåede en topfart på 32,15 km/t.

#### CONCACAF Gold Cup 2011
Den 5. juni 2011 scorede Hernández et hattrick, hvilket var det første hans karriere. Det skete i en 5-0-sejr mod El Salvador. I gruppekampen mod Guatemala scorede Hernández vindemålet, der var med til at sende Mexico i semifinalen. Han scorede til 2-0 i forlænget spilletid i semifinalen mod Honduras, hvilket sendte dem i Gold Cup finalen. Hernández blev topscorer i turneringen med syv mål, og han blev kåret som den turneringens bedste spiller. Samtidig vandt Mexico finalen med 4-2 mod USA.

#### Senere landsholdskarriere
Hernández deltog i Confederations Cup 2013 og 2017, VM-slutrunderne i 2014 og 2018 samt Copa América Centenario i 2016. Han blev alletiders topscorer på det mexicanske landshold, da han nåede mål nummer 47 en venskabskamp mod Kroatien i maj 2017, og han nåede sin landskamp nummer 100 i foråret 2018 i en venskabskamp mod Canada.
Hans foreløbig seneste landskamp var en venskabskamp mod USA i efteråret 2019. Kampen var hans 109., og han scorede i kampen sit 52. mål.

### Landsholdskampe
Opdateret 22. juni 2014
| Landskampe | Landskampe         | Landskampe                                               | Landskampe          | Landskampe   | Landskampe                            | Landskampe |
| #          | Dato               | Stadion                                                  | Modstander          | Resultat     | Turnering                             |            |
| ---------- | ------------------ | -------------------------------------------------------- | ------------------- | ------------ | ------------------------------------- | ---------- |
| 1          | 30. september 2009 | Cotton Bowl Stadium, Dallas, USA                         | Colombia            | 1–2          | Venskabskamp                          |            |
| 2          | 24. februar 2010   | Candlestick Park, San Francisco, USA                     | Bolivia             | 5–0          | Venskabskamp                          |            |
| 3          | 3. marts 2010      | Rose Bowl, Pasadena, USA                                 | New Zealand         | 2–0          | Venskabskamp                          |            |
| 4          | 17. marts 2010     | Estadio TSM Corona, Torreón, Mexico                      | Nordkorea           | 2–1          | Venskabskamp                          |            |
| 5          | 7. maj 2010        | New Meadowlands Stadium, East Rutherford, USA            | Ecuador             | 0–0          | Venskabskamp                          |            |
| 6          | 10. maj 2010       | Soldier Field, Chicago, USA                              | Senegal             | 1–0          | Venskabskamp                          |            |
| 7          | 13. maj 2010       | Reliant Stadium, Houston, USA                            | Angola              | 1–0          | Venskabskamp                          |            |
| 8          | 16. maj 2010       | Estadio Azteca, Mexico City, Mexico                      | Chile               | 1–0          | Venskabskamp                          |            |
| 9          | 24. maj 2010       | Wembley Stadium, London, England                         | England             | 3–1          | Venskabskamp                          |            |
| 10         | 26 maj. 2010       | Dreisamstadion, Freiburg, Tyskland                       | Holland             | 2–1          | Venskabskamp                          |            |
| 11         | 30. maj 2010       | Hans-Walter Wild Stadion, Bayreuth, Tyskland             | Gambia              | 5–1          | Venskabskamp                          |            |
| 12         | 3. juni 2010       | King Baudouin Stadium, Bruxelles, Belgien                | Italien             | 1–2          | Venskabskamp                          |            |
| 13         | 11. juni 2010      | Soccer City, Johannesburg, Sydafrika                     | Sydafrika           | 1–1          | VM 2010                               |            |
| 14         | 17. juni 2010      | Peter Mokaba Stadium, Polokwane, Sydafrika               | Frankrig            | 2–0          | VM 2010                               |            |
| 15         | 22. juni 2010      | Royal Bafokeng Stadium, Rustenburg, Sydafrika            | Uruguay             | 0–1          | VM 2010                               |            |
| 16         | 27. juni 2010      | Soccer City, Johannesburg, Sydafrika                     | Argentina           | 1–3          | VM 2010                               |            |
| 17         | 11 august 2010     | Estadio Azteca, Mexico City, Mexico                      | Spanien             | 1–1          | Venskabskamp                          |            |
| 18         | 4. september 2010  | Estadio Omnilife, Zapopan, Mexico                        | Ecuador             | 1–2          | Venskabskamp                          |            |
| 19         | 7. september 2010  | Estadio Universitario, San Nicolás, Mexico               | Colombia            | 1–0          | Venskabskamp                          |            |
| 20         | 12. oktober 2010   | Estadio Olímpico Benito Juárez, Ciudad Juárez, Mexico    | Venezuela           | 2–2          | Venskabskamp                          |            |
| 21         | 9. februar 2011    | Georgia Dome, Atlanta, USA                               | Bosnien-Hercegovina | 2–0          | Venskabskamp                          |            |
| 22         | 26. marts 2011     | Oakland-Alameda County Coliseum, Oakland, USA            | Paraguay            | 3–1          | Venskabskamp                          |            |
| 23         | 29. marts 2011     | Qualcomm Stadium, San Diego, USA                         | Venezuela           | 1–1          | Venskabskamp                          |            |
| 24         | 5. juni 2011       | Cowboys Stadium, Arlington, USA                          | El Salvador         | 5–0          | CONCACAF Gold Cup 2011                |            |
| 25         | 9. juni 2011       | Bank of America Stadium, Charlotte, USA                  | Cuba                | 5–0          | CONCACAF Gold Cup 2011                |            |
| 26         | 12. juni 2011      | Soldier Field, Chicago, USA                              | Costa Rica          | 4–1          | CONCACAF Gold Cup 2011                |            |
| 27         | 18. juni 2011      | New Meadowlands Stadium, East Rutherford, USA            | Guatemala           | 2–1          | CONCACAF Gold Cup 2011                |            |
| 28         | 22. juni 2011      | Reliant Stadium, Houston, USA                            | Honduras            | 2–0 (a.e.t.) | CONCACAF Gold Cup 2011                |            |
| 29         | 25. juni 2011      | Rose Bowl, Pasadena, USA                                 | USA                 | 2–4          | CONCACAF Gold Cup 2011                |            |
| 30         | 2. september 2011  | Pepsi Arena, Warszawa, Polen                             | Polen               | 1–1          | Venskabskamp                          |            |
| 31         | 4. september 2011  | Estadi Cornellà-El Prat, Barcelona, Spain                | Chile               | 1–0          | Venskabskamp                          |            |
| 32         | 11. oktober 2011   | Estadio Corona, Torreón, Mexico                          | Brasilien           | 1–2          | Venskabskamp                          |            |
| 33         | 11. november 2011  | Estadio Corregidora, Querétaro, Mexico                   | Serbien             | 2–0          | Venskabskamp                          |            |
| 34         | 29. februar 2012   | Sun Life Stadium, Miami Gardens, USA                     | Colombia            | 0–2          | Venskabskamp                          |            |
| 35         | 31. maj 2012       | Soldier Field, Chicago, USA                              | Bosnien-Hercegovina | 2–1          | Venskabskamp                          |            |
| 36         | 3. juni 2012       | Cowboys Stadium, Arlington, USA                          | Brasilien           | 2–0          | Venskabskamp                          |            |
| 37         | 8. juni 2012       | Estadio Azteca, Mexico City, Mexico                      | Guyana              | 3–1          | Kvalifikation VM 2014                 |            |
| 38         | 12. juni 2012      | Estadio Cuscatlán, San Salvador, El Salvador             | El Salvador         | 1–2          | Kvalifikation VM 2014                 |            |
| 39         | 15. august 2012    | Estadio Azteca, Mexico City, Mexico                      | USA                 | 0–1          | Venskabskam                           |            |
| 40.        | 7. september 2012  | Estadio Nacional de Costa Rica, San José, Costa Rica     | Costa Rica          | 0–2          | Kvalifikation VM 2014                 |            |
| 41.        | 11. september 2012 | Estadio Azteca, Mexico City, Mexico                      | Costa Rica          | 1–0          | Kvalifikation VM 2014                 |            |
| 42.        | 12. oktober 2012   | BBVA Compass Stadium, Houston, USA                       | Guyana              | 0–5          | Kvalifikation VM 2014                 |            |
| 43.        | 16. oktober 2012   | Estadio Corona, Torreón, Mexico                          | El Salvador         | 2–0          | Kvalifikation VM 2014                 |            |
| 44.        | 6. februar 2013    | Estadio Azteca, Mexico City, Mexico                      | Jamaica             | 0–0          | Kvalifikation VM 2014                 |            |
| 45.        | 22. marts 2013     | Estadio Olímpico Metropolitano, San Pedro Sula, Honduras | Honduras            | 2–2          | Kvalifikation VM 2014                 |            |
| 46.        | 26. marts 2013     | Estadio Azteca, Mexico City, Mexico                      | USA                 | 0–0          | Kvalifikation VM 2014                 |            |
| 47.        | 31. maj 2013       | Reliant Stadium, Houston, United States                  | Nigeria             | 2–0          | Venskabskamp                          |            |
| 48.        | 4. juni 2013       | Independence Park, Kingston, Jamaica                     | Jamaica             | 0–1          | Kvalifikation VM 2014                 |            |
| 49.        | 7. juni 2013       | Estadio Rommel Fernández, Panama City, Panama            | Panama              | 0–0          | Kvalifikation VM 2014                 |            |
| 50.        | 11. juni 2013      | Estadio Azteca, Mexico City, Mexico                      | Costa Rica          | 0–0          | Kvalifikation VM 2014                 |            |
| 51.        | 16. juni 2013      | Estádio do Maracanã, Rio de Janeiro, Brasilien           | Italien             | 1–2          | Confederations Cup 2013               |            |
| 52.        | 19. juni 2013      | Estádio Castelão, Fortaleza, Brasilien                   | Brasilien           | 2–0          | Confederations Cup 2013               |            |
| 53.        | 22. juni 2013      | Estádio Mineirão, Belo Horizonte, Brasilien              | Japan               | 1–2          | Confederations Cup 2013               |            |
| 54.        | 7. september 2013  | Estadio Azteca, Mexico City, Mexico                      | Honduras            | 1–2          | Kvalifikation CONCACAF 2014           |            |
| 55.        | 11. september 2013 | Historic Crew Stadium, Columbus, USA                     | USA                 | 2–0          | Kvalifikation CONCACAF 2014           |            |
| 56.        | 6. oktober 2013    | Estadio Azteca, Mexico City, Mexico                      | Panama              | 2–1          | Kvalifikation CONCACAF 2014           |            |
| 57.        | 16. oktober 2013   | Estadio Nacional de Costa Rica, San Juan, Costa Rica     | Costa Rica          | 2–1          | Kvalifikation CONCACAF 2014           |            |
| 58.        | 6. marts 2014      | Georgia Dome, Atlanta, USA                               | Nigeria             | 0–0          | Venskabskamp                          |            |
| 59.        | 29. maj 2014       | Estadio Azteca, Mexico City, Mexico                      | Israel              | 3-0          | Venskabskamp                          |            |
| 60.        | 31. maj 2014       | Cowboys Stadium, Dallas, USA                             | Ecuador             | 3-1          | Venskabskamp                          |            |
| 61.        | 4. juni 2014       | Soldier Field, Chicago, USA                              | Bosnien-Hercegovina | 0-1          | Venskabskamp                          |            |
| 62.        | 7. juni 2014       | Gilette Stadium, Foxborough, USA                         | Portugal            | 0-1          | Venskabskamp                          |            |
| 63.        | 22. juni 2014      | Arena das Dunas, Natal, Brasilien                        | Cameroun            | 1-0          | VM-slutrunden 2014, gruppe A          |            |
| 64.        | 22. juni 2014      | Castelão, Fortaleza, Brasilien                           | Brasilien           | 0–0          | VM-slutrunden 2014, gruppe A          |            |
| 65.        | 22. juni 2014      | Itaipava Arena Pernambuco, Recife, Brasilien             | Kroatien            | 1–3          | VM-slutrunden 2014, gruppe A          |            |
| 66.        | 22. juni 2014      | Castelão, Forteleza, Brasilien                           | Holland             | 2–1          | VM-slutrunden 2014, ottendedelsfinale |            |

## Hæder

### Klub
Guadalajara
- Primera División de México (1): Apertura 2006
- InterLiga (1): 2009

Manchester United
- Premier League (2): 2010–11, 2012–13
- FA Community Shield (2): 2010, 2011

### Landsholdet
Mexico
- CONCACAF Gold Cup (1): 2011

### Individuelt
- Primera División de México Topscorer (1): Bicentenario 2010
- Balón de Oro – Bedste angriber (1): Torneo Bicentenario 2010
- Sir Matt Busby Player of the Year (1): 2010–11
- CONCACAF Gold Cup Golden Boot Award (1): 2011
- CONCACAF Gold Cup Most Valuable Player Award (1): 2011

## Personligt liv
Hernández er søn af Javier Hernández Gutiérrez, en tidligere professionel fodboldspiller i Mexico og var en del af Mexicos trup ved VM i fodbold 1986. Javier Hernández Gutiérrez sagde sit job op som træner for Guadalajaras reservehold for at følge Hernández spille ved VM i Sydafrika. Hernández er også barnebarn af Tomás Balcázar, som spillede for C.D. Guadalajara og var en del af den mexicanske landsholdstrup ved VM i fodbold 1954. Da Hernández' flyttede til England, blev det annonceret at hele hans familie ville flytte med, inklusiv Balcázar.
Under hans tid i Guadalajara, studerede han businessadministration på Universidad del Valle de Atemajac og boede hos sine forældre. Udover han modersmål spansk, taler Hernandez flydende engelsk.
Den 27. juni 2013 annoncerede EA Sports, at de ville placere Hernández på Nordamerikas cover af FIFA 14 sammen med den globale coverstjerne Lionel Messi.

### Kælenavn
Hernández er almindeligvis kendt som Chicharito, der betyder lille ært på spansk, fordi hans far, Javier Hernández Gutiérrez, blev kaldt Chícharo (ært) på grund af sine grønne øjne.

## Spillestil
Hernández bliver typisk beskrevet som en "målsluger", da mange af hans mål er blevet scoret fra tæt hold. Den tidligere Manchester United-manager Sir Alex Ferguson har udtalt, at Hernández er god med begge fødder, meget hurtig, god i luften, og at han er en naturlig målscorer. Ferguson har også sagt, at Hernández' spillestil minder ham om den tidligere United-angriber Ole Gunnar Solskjær – den såkaldte "snigmorder med det barnlige ansigt", som scorede vindermålet langt inde i overtiden mod Bayern München i Manchester Uniteds Champions League-triumf i 1999. Hernández' tidligere holdkammerat, Jesús Padilla, udtalte at han er "utrolig i luften", på trods af hans højde.